# スマートメーター
スマートメーター（英語: smart meter）は、電力をデジタルで計測して通信機能を併せ持つ電子式電力量計である。

## 概要
従来のアナログ式誘導型電力量計は、内部に配置した電流コイルと電圧コイルがアラゴーの円板の原理より円盤を駆動して回転力を発生させてメーターを更新した。
電子式電力量計は、電子回路の電圧電流レベルに変換する入力変換部、乗算回路、電力に比例したパルスを発生する積分回路、分周回路、パルスをカウントして表示する表示部から構成される。電圧と電流の乗算に乗算器を用い、アナログ乗算方式（時分割乗算回路）とデジタル乗算方式（A/D変換乗算方式、ホール素子乗算）に区別される。電子式はネットワーク化してスマートメーターになった。
同様のインフラストラクチャーである都市ガス、プロパンガス、水道の計量メータも「ネットワーク化」が可能で実証実験が行われている。東京都水道局・東京電力ホールディングス・東京ガスは東京都中央区晴海5丁目地区をモデルケースとして、スマートメーター実用化に向けた実務協議会を2016年（平成28年）2月2日に設置した。水道メータはAMI (Advanced Metering Infrastructure) とも称され、AMR (Automatic meter reading) はスマートメータに区別される。
経済産業省はスマートメーターをスマートグリッドの要素としている。家庭で太陽光発電した余剰電力をスマートグリッドで活用する政策は、原子力発電の出力調整困難を補填するとされる。
日本とアメリカ合衆国は推進しているが、ヨーロッパは家屋構造などが影響して普及は局地的である。オランダは政府が設置義務化を検討してアムステルダムを中心に設置を進めたが、プライバシーとセキュリティーの問題から消費者が反発して選択制となった。人口密度が低いスウェーデンも導入したが、バッテンフォールのスマートメーターの7割はPLCで通信して、無線通信は利用していない。

## 機能例
自動検針
従来は検針員が需要場所で電力量計の指示数を直接読み取り電気料金を確定していた。スマートメーターは電力使用量を通信回線を利用して電力会社に送信し、継時的に電力使用量を確認できる。
リモート接続・切断・アンペア設定
従来は消費者と供給契約を締結したのち、直接作業員が現地へ赴いて配線の接続をした。スマートメーターは通信機能を活用して管理箇所からリモートで接続、切断、契約アンペア (A) 設定が可能である。
単相3線式120A メーターは手作業を要する。
家電との連携
家庭内ネットワークを介して家電と通信し、供給状況の最適化が期待される。デマンドレスポンス技術と連携し、需要家側が電力使用を抑制するためにスマートメーターを介する家電制御が研究されており、ピークカットによる負荷平準化でエネルギーの効率化が期待される。
電力消費量データを利用した各種サービス
電力消費の詳細から推定した使用電気製品など、消費データの提供が期待される。

## 日本における導入計画
2011年に、東芝がランディス・ギアを買収した。東芝は東電と同様にゼネラル・エレクトリックとの関係が深い。2012年に大崎電気工業がシンガポールのスマートメーターメーカーであるSMBユナイテッドを子会社化し、富士電機が日米8社でスマートメーター用無線通信の規格認証団体を設立した。
日本国政府がは電力需給の安定化を目標にしており、2014年4月1日に施行されたエネルギーの使用の合理化等に関する法律の改正でスマートメーターの導入と電気の需要の平準化を促す料金メニュー等に関する計画を作成・公表することが規定され、各電力会社はスマートメーター導入の導入計画を公表している。
- 北海道電力は、2015年度から低圧契約の利用者に対してスマートメーターを順次導入し、2023年度末までにすべての利用者への設置を完了する計画となっている[9]。
- 東北電力は、2015年1月から現在設置しているメーターの検定有効期間満了を迎えるものから順次スマートメーターに取り換え、2015年下期以降は新築等による新たな電気の使用申し込みに対してもスマートメーターを設置し、2023年度末までにすべての利用者への設置を完了する計画となっている[10]。
- 東京電力は、2010年から東京都清瀬市、小平市でスマートメーターの実証実験を行っていた。そして2014年度より小平市から本格導入している[11]。
  - 当初は2018年までに1700万台、2023年度までに2700万台のスマートメーターを導入する計画であった。しかし、スマートメーターの規格を「東京電力の独自仕様」としたため、各方面から批判の声が挙がり、仕様の見直しを余儀なくされた[12]。
  - そのため、各方面から仕様に対する意見を募集し、東京電力の独自規格であったスマートメーター仕様を、TCP/IP実装による国際規格の標準化仕様に変更するなど、他企業がスマートメーター事業に参入しやすい体制とした。この変更により、製造コストが抑えられ、1台当たりの調達価格を1万円以下に引き下げることを見込む。導入コストが下がれば、電気料金の値上げも抑えられる期待もある[12]。
  - 2014年度（平成26年度）から2020年度（令和2年度）までの7年間で、東京電力サービス区域すべての顧客に対して、従来のメーターの計量法検定有効期間満了の定期的な取替、新築等における新たな電気の使用申込、電力自由化にて競合他社に電力供給を切り替えた時に合わせて、東京電力パワーグリッドがスマートメーターの導入を無料で行う[11]。従来の積算電力計は透明ケースだが、スマートメーターは、灰色の不透明ケースで液晶表示になっている。
- 北陸電力は、2015年7月からスマートメーターの設置を開始し、2024年3月までにすべての利用者への設置を完了する計画となっている[13]。
- 中部電力は、2014年10月より一部地域において、一般の家庭などを対象に、約12,500台のスマートメーターの設置を開始し、通信機能およびシステムなどの検証を、2015年6月まで実施する予定で、2015年7月からは全地域を対象に、現在設置しているメーターの検定有効期間満了時の取替や、新たな電気の使用などに併せて設置を行い、2023年3月までに、管内の利用者へスマートメーターを設置完了する計画となっている[14][15]。
- 関西電力は、早い時期から独自で設計したスマートメーターを導入している。その仕様はユニット方式をとっており、通信ユニット・計量ユニット・開閉ユニットに分かれている。通信ユニットは計量データを無線やPLCを使用して電力会社に送信し、計量ユニットは電力量を計量するユニットである。開閉ユニットは供給停止や切替の際に電気を自動で止めることができる。計量法で定められた検定対象は計量ユニットだけであり、無停電で安全かつ効率的に計器定期取替が可能である[16]。2015年3月末時点で約400万台を導入済みで2022年度（令和4年度）までに家庭等の低圧受電の利用者全数となる約1300万台を導入する予定となっている[17]。
- 中国電力は、低圧契約の利用者を対象に2015年度は一部の利用者、2016年度からすべての利用者に対し法定取替等に合わせてスマートメーターを順次導入し、2023年度末までにすべての利用者への設置を完了する計画となっている[18]。
- 四国電力は、2014年12月から高松市の一部エリアにおいて、約1万台のスマートメーターを先行導入し、自動検針システムや業務運営方法の確認・検証作業を行い、2015年1月からは四国内の県庁所在地エリア、2016年4月からはその他の供給エリアを対象に、現在設置しているメーターの法定取替や、新たな電気の使用開始時などにあわせてスマートメーターの設置を進め、2023年度末までにすべての利用者への設置を完了する計画となっている[19]。
- 九州電力は、2009年11月から試験導入を開始し、2016年度から本格導入、2023年度末までにすべての利用者への設置を完了する計画となっている[20]。
- 沖縄電力は、2015年度から一部の利用者に対して設置を開始し、2016年度から法定取替等に合わせ、スマートメーターを順次設置し、2024年度末までにすべての利用者への設置を完了する計画となっている[21]。

## 各国の導入状況
スマートメーターの世界市場は2009年に7,600万台だったが、2015年頃には約3倍にあたる2億1,200万台に達すると予測されている。
- アムステルダム市では「アムステルダム・スマートシティー・プログラム」によって、2つのエリアの合計約1,200件の一般住宅にGPRS規格の無線通信機能を備えたスマートメーターを設置している[23]。
- イタリアはスマートメーターの設置が世界で最も進んでいるといわれ、大手電力会社のエネル主導で全世帯の約85％にスマートメーターが設置された[22]。
- 英国・フランス・スペイン・ポルトガルで約1億台、中国で6,000万台以上の導入が予定されている。米国でも数千万台の導入が予定され、米国カリフォルニア州のPacific Gas and Electric社はすでに200万個を設置済みであり、約1,000万個の家電制御機能付きスマートメーターに取り替える予定である。
- 世界的に通信方法の標準化は完了しておらず、ZigBee、Z-Wave、G3-PLCといった異なる方式の採用が進んでいる。[24][25]。
- 日本国内初、既存水道メーターをスマート化するeMeterが商用開始、人力検針不要に、AIとIoTで人手不足問題を解消。（株式会社リンクジャパン）
- 米国バージニア州では”The Virginia State Corporation Commission（英語版）：SCC"がドミニオン・エナジー・バージニアが2018年に制定したの10年にわたるグリッド・トランスフォーメーション＆セキュリティ・アクト[26]の一環である約110万台のスマートメーター設置を2022年1月7日金曜日に認可した。グリッド・トランスフォーメーション・アクトでは、より多くの太陽光、風力、バッテリーストレージ技術を統合するために、電力網を幅広く再構築することを想定している。[27]

## 問題点
- スマートメーターでは、節電や電力制御に有効な情報として、きめ細やかなデータ収集が可能であるが、一方でプライバシーの観点で課題があるとの声がある。スマートメーターの標準化を行っているアメリカ国立標準技術研究所は、データを欲しがる層を次のように例示している[28]。事業者、電力顧問会社、保険会社、マーケター、司法関係者、民事訴訟人、家主、探偵、報道機関、債権者、そして犯罪者である。
- 2015年12月、ウクライナでサイバー攻撃による数万戸の大規模停電が発生した。先の収集データが誘引になることもあって、スマートメーターを利用する電気系統は、攻撃を受ける現実的な危険にさらされている。スマートメーターに不具合が生じると、電力やガスの供給が一気に途絶えるおそれがある[29]。プエルトリコではスマートメーターのプログラムを書き換えることにより電気料金を浮かせる犯罪が起こっていたと、2010年5月に連邦捜査局が報告している[30]。
- スマートメーターは通信機能を保有しているため、電磁波による人体への影響を気にする声（電磁波過敏症）がある。
  - アメリカのスマートメーターは、メーター同士が電波をリレーして通信する方式が普通である。この場合、コンセントレーターに数百台分のメーターのデータが集められるので、そこへ近いメーターほど通信量が増える[31]。メーターの普及率が高いカリフォルニア州を中心に健康被害が訴えられている[32]。出典の調査によると、アンケート回答者の68％がメーカーをPacific Gas and Electric Company だと応えた。主訴は睡眠障害、頭痛、耳鳴りなど様々で、回答者のほとんどがアナログメーターを望み、その設置料金の請求を不当だと回答した。オーストラリアではビクトリア州だけがスマートメーターを大々的に導入し、同州市民から健康被害が訴えられた。
- スマートメーターは品質にばらつきがあり、最悪の場合メーターが発火して火災の原因となった事例が報告されている[33]。また、先のカリフォルニア州ではメーター設置後に約1500人もの顧客が、電気代がそれまでより何倍にもなったと苦情を述べている[34]。
- スマートメーターでは、当たり前ではあるがメーターを通る電力しか計量されない。よって、違法に回路を迂回し、盗電をされている場合は勿論計量されない。検針員の業務が不必要になった事により、電力盗難のセキュリティーの面で問題が発生している。ハフポストによると、カナダAwesense社を筆頭に無線通信技術+クラウドコンピューティングを活用した、盗電、漏電、機材故障個所特定システムが開発されており、現段階でもシステム導入後の非常に素早い投資回収能力を理由に、北アメリカを中心に加速的に普及が始まっている点を踏まえ、将来的には電力会社の基本インフラとして機能すれば、根本的に解決されるべき問題点としている[35]。
- アメリカ合衆国では「消費者側にスマートメーターを受け入れるかどうかの選択権を与えるべき」という主張が、消費者団体を中心に一定数存在しており、カリフォルニア州やメリーランド州など一部の州では、スマートメーターの設置を拒否することができるオプションを認めている。ただしその場合、アナログメーターへの交換・検針業務などの追加コストが発生するため、消費者側は手数料を支払わねばならない[33]。